# ولسوالی گذرگاه نور
ولسوالی گذرگاه نور یکی از ولسوالی های خوست و فرنگ یا حوزهٔ خوست های ولایت بغلان، به مرکزیت شهر گذرگاه نور در شمال افغانستان است. گذرگاه نور از ولسوالی‌های درجه سوم ولایت بغلان بوده، ۲۹۴ کیلومترمربع مساحت دارد و پانزدهمین ولسوالی بزرگ‌ بغلان می‌باشد. این ولسوالی با ۱۱٬۴۲۳ نفر جمعیت در سال ۱۳۹۹، پانزدهمین ولسوالی پر چمعیت ولایت بغلان است. معلومات بیشتر در مورد این ولسوالی را میتوانید در صفحهٔ خوست و فرنگ پیدا کنید.

## جغرافیا
ولسوالی گذرگاه نور از از شمال با ولسوالی اشکمش ولایت تخار، از جنوب با ولسوالی خوست و فرنگ، از شرق با ولسوالی ورسج ولایت تخار و از غرب با ولسوالی اشکمش و ولسوالی‌های برکه و نهرین محدود می‌باشد.
ولسوالی گذرگاه نور از ولسوالی های سرسبز ولایت بغلان است که ۳۸ نفر در هر کیلومتر مربع آن زندگی می‌کنند. آب و هوای گذرگاه نور خشک و سرد است و متوسط دما ۹ درجه سانتی‌گراد است. گرم‌ترین ماه آن، ماه اسد با ۲۴ درجه سانتی‌گراد و سردترین ماه آن، ماه دلو با ۶- درجه سانتی‌گراد می‌باشد. میزان بارش به طور میانگین ۶۸۳ میلی متر در سال است. مرطوب‌ترین ماه آن، ماه حوت با ۱۴۷ میلی‌متر و خشک‌ترین ماه آن، ماه اسد با ۵ میلی‌متر بارندگی است.